# Oralismo
El oralismo es un método de educación para estudiantes sordos a través del lenguaje oral, mediante la lectura de labios, el habla y la imitación de los formas de la boca y patrones de respiración del habla.  El oralismo se popularizó en Estados Unidos a finales de la década de 1860'. En 1867, la Escuela Clarke para Sordos en Northampton, Massachusetts, fue la primera escuela en comenzar a enseñar de esta manera.  El oralismo y su contraste, el manualismo, manifiestan diferentes formas de educación para sordos y son una fuente de controversia para las comunidades involucradas.   La escucha y el lenguaje hablado, una técnica para enseñar a niños sordos que enfatiza la percepción del niño de las señales auditivas de los audífonos o implantes cocleares, es como continúa el oralismo funcionando en la actualidad. 

## Historia

### Siglos XVI y XVII

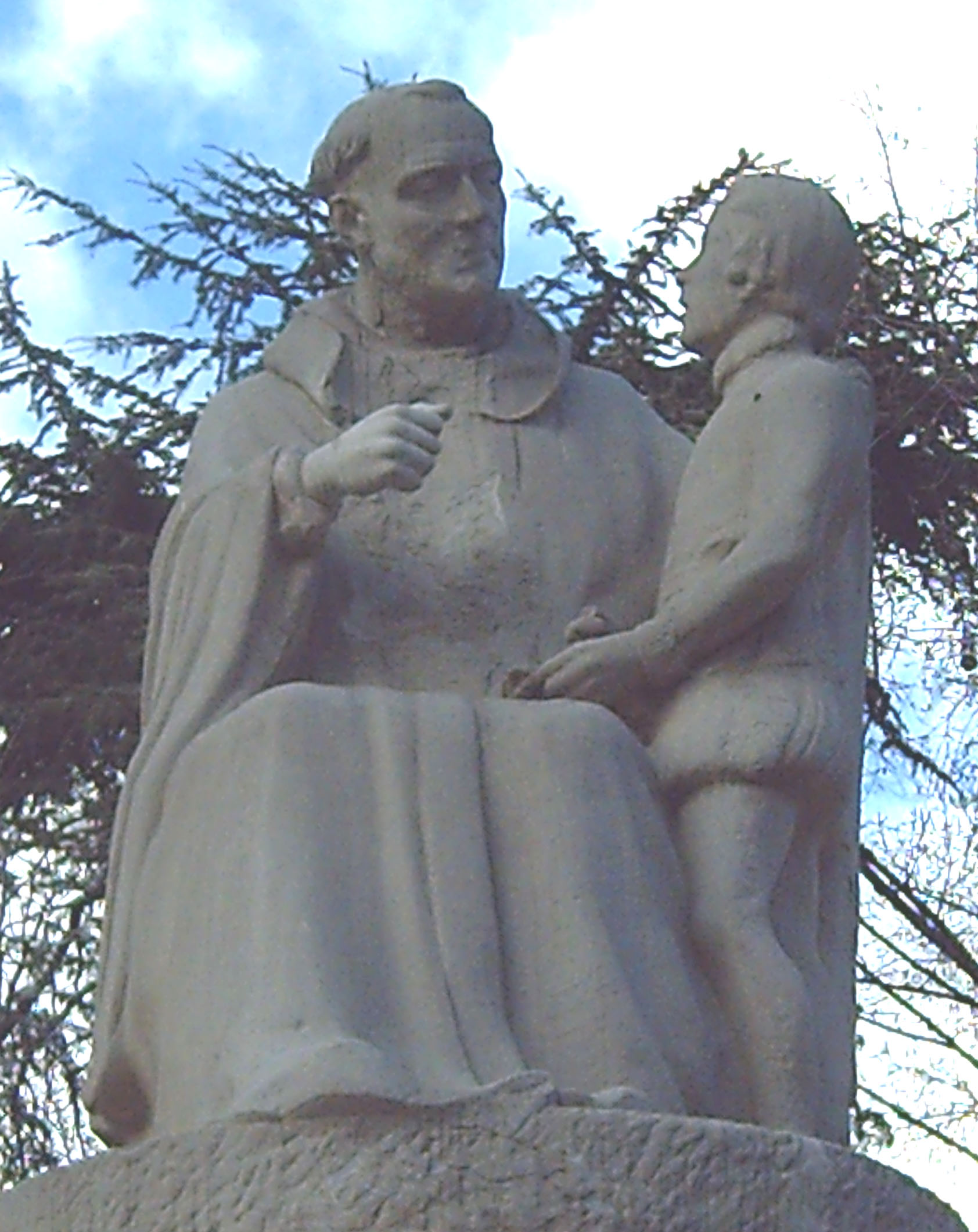
El fraile español Pedro Ponce creó un método únicamente oral para enseñar a las personas sordas a leer, hablar y contar.

A menudo se le atribuye al fraile Pedro Ponce de León (1520-1584) la invención de la educación oralista para sordos. Posteriormente, el sacerdote español Juan Pablo Bonet ( c. 1579
-1633) publicó Reducción de las letras y arte para enseñar a hablar a los mudos, que fue ampliamente extendido como fundación de un método enseñanza para sordos. Bonet fue un oralista que defendió el uso de la palabra para comunicarse, pero también incorporó la lengua de señas . 

### Siglo XX

#### Movimiento hacia el manualismo
Los líderes del movimiento manualista, incluyendo a Edward M. Gallaudet, se opusieron a la enseñanza del oralismo porque restringía la capacidad de los estudiantes sordos para comunicarse en lo que se consideraba su lengua materna.  Es más, «los intentos de eliminar la lengua de señas equivalían a despojarlos de su identidad, su comunidad y su cultura». 

## Uso moderno
El oralismo ya no se utiliza para enseñar el lenguaje o la comunicación en los Estados Unidos.[cita requerida]
El uso del enfoque oral por parte de los padres suele deberse al deseo de que sus hijos utilicen el lenguaje hablado para comunicarse con la población mayoritariamente oyente. También consideran que el uso del lenguaje hablado mejorará la lectoescritura y la escritura de sus hijos en el aula. Algunos investigadores creen que el éxito del enfoque oral en el aula no se ha evaluado a fondo.  Investigaciones recientes han demostrado que una educación oral que utiliza la comprensión auditiva y el lenguaje hablado puede proporcionar a la mayoría de los niños sordos habilidades de lenguaje hablado equivalentes a las de sus compañeros oyentes si utilizan un implante coclear, dispositivo que es muy debatido en la comunidad Sorda. 

### El oralismo en otros países
- Argentina
- Brasil
- Italia
- México
- España

## Controversia y oposición
El oralismo como método de enseñanza presenta diversas controversias y criticas que, por lo general, han provocado su desinsentivo e incorporación de otras alternativas de enseñanza hacia sordos en distintos países.

### Desigualdad de aprendizaje
La efectividad del oralismo puede variar ampliamente en función de factores como el grado de pérdida auditiva, las preferencias individuales de comunicación y la disponibilidad de recursos y apoyo adecuados. Así, algunas personas sordas pueden tener dificultades para desarrollar habilidades lingüísticas al mismo nivel que sus compañeros oyentes, y el lenguaje hablado y/o la lectura labial puede constituir un desafío para su aprendizaje.
Si bien existen avances tecnológicos hacia implantes cocleares y audífonos que pueden facilitar la comunicación oral para algunas personas, no son una solución universal. Algunas personas sordas pueden no beneficiarse de estas tecnologías o no tener acceso a ellas, y la presión por el oralismo exclusivo podría pasar por alto sus necesidades.

### Impacto cognitivo y social
Una de las principales críticas al oralismo es que puede limitar la adquisición del lenguaje en las personas sordas. Esto puede generar dificultades en el rendimiento académico y la comunicación en general.
La presión para adaptarse a los métodos y expectativas del oralismo puede generar estrés emocional y psicológico, lo que podría afectar su bienestar general y salud mental.

### Aislamiento
Algunos críticos argumentan que centrarse exclusivamente en el oralismo puede conducir al aislamiento social de las personas sordas. Sin una base sólida en la lengua de señas, la que puede ser más accesible y natural para muchas personas sordas, estas podrían tener dificultades para comunicarse eficazmente dentro de la comunidad sorda. Esto puede generar sentimientos de aislamiento y exclusión.

### Pérdida de identidad cultural
Muchos miembros de la comunidad sorda consideran la lengua de señas como parte integral de su identidad cultural. Un enfoque exclusivo en el oralismo puede socavar la preservación y promoción de la cultura e identidad de las personas sordas, ya que la lengua de señas es un aspecto crucial de esta cultura. 
Enfatizar el oralismo puede transmitir el mensaje de que las personas sordas deben esforzarse por parecerse más a la mayoría oyente en lugar de aceptar y promover su identidad. Aprender a hablar y leer los labios puede ser estresante y agotador para algunas personas sordas.  Si bien algunas personas pueden prosperar utilizando métodos oralistas, otras pueden tener dificultades significativas.
En algunos casos, la concentración exclusiva en el oralismo puede provocar un fenómeno conocido como "privación lingüística". Esto ocurre cuando una persona sorda no está expuesta a un entorno lingüístico completo y rico, lo que puede tener efectos duraderos en su desarrollo cognitivo y lingüístico.    